# 海地角

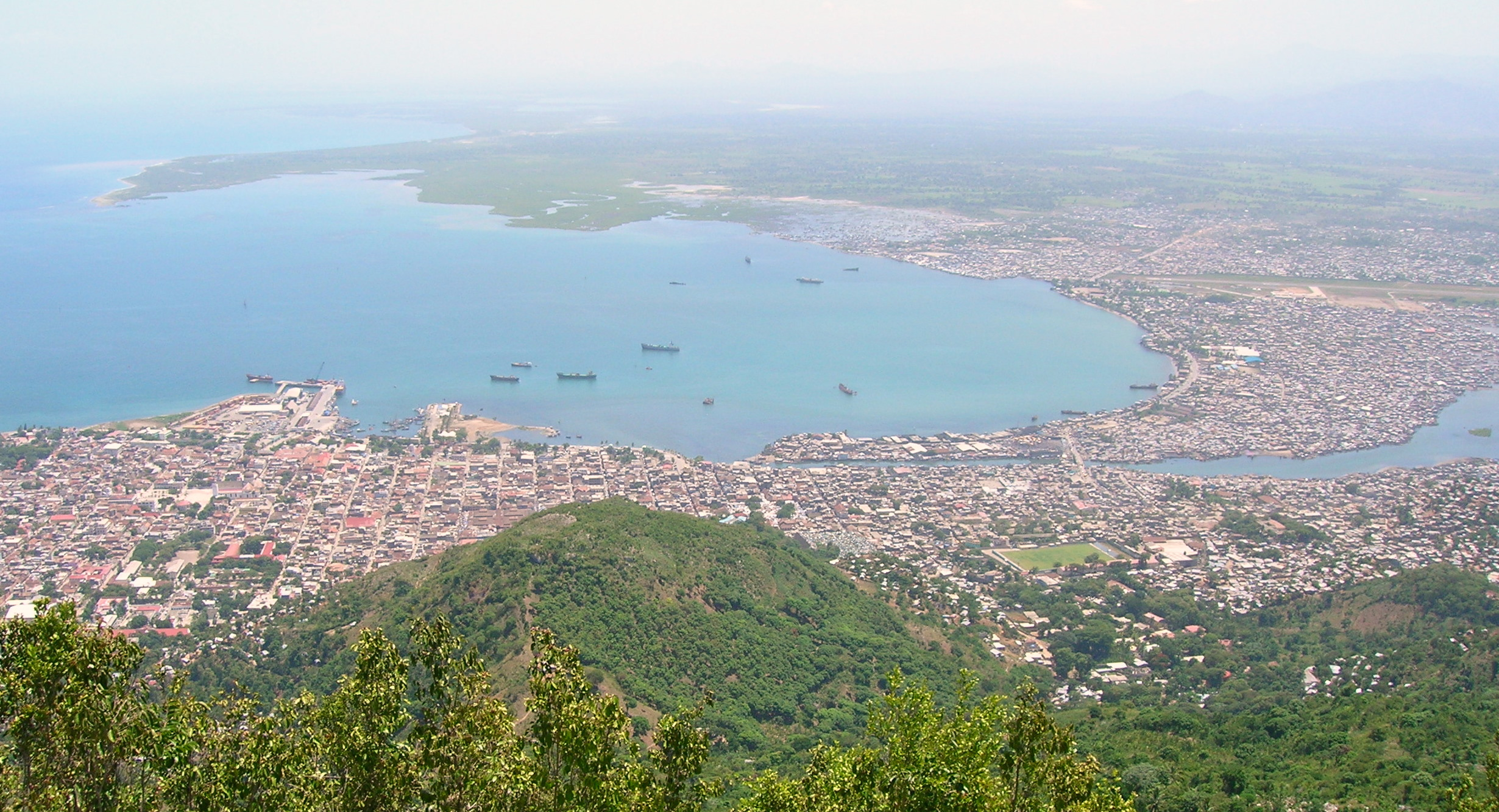
俯瞰海地角

海地角（法語：Cap-Haïtien、海地克里奧爾語：或），前稱法蘭西角 （Cap-Français），海地北部的一個重要海港、北部省首府。2015年3月人口274,404人，是海地第二大城市。位于北格朗德河河口，南距太子港130公里。始建于1670年。1770年前曾是法属圣多明克殖民地的首府。1842年遭地震破坏后重建。北部农业区的商业中心。市郊有剑麻种植园，畜牧业发达。港湾优良，主要输出咖啡、剑麻、硬木等。工业以制糖为主。背山临海，风景秀丽，市内有很多殖民时期的建筑和古堡。旅游业甚盛。有公路通向太子港，有海地角國際機場。2021年12月14日，海地角发生油罐车爆炸事故，造成大量人员伤亡。

## 姐妹城市
- 美国勞德代爾堡、波特蘭